# 白城经济开发区
白城经济开发区，是吉林省白城市下辖的正县级准行政区划性质的开发区。位于白城市区西南。下辖原属于洮北区的3个街道办事处，共14个行政村、9个社区。面积171平方公里。

## 历史
1998年2月19日经吉林省人民政府批准成立。1998年2月20日白城市编委下发文件设立白城经济开发区领导小组，下设办公室；1998年2月26日白城市编委下发文件设立白城经济开发区管理委员会，与白城经济开发区领导小组办公室合署办公。1999年2月28日，设立白城经济开发区党工委与白城经济开发区纪工委。

## 行政区划
- 幸福街道办事处
- 保平街道办事处
- 西郊街道办事处